# Sampler

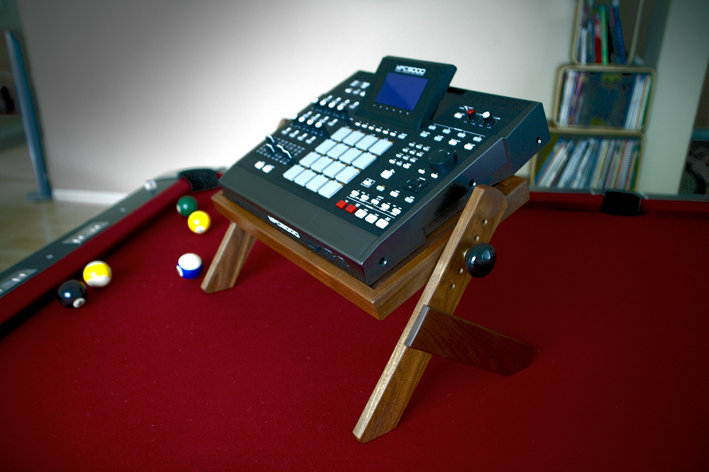
Akai MPC5000 típusú sampler (2008)

A sampler egy könnyűzenében alkalmazott elektronikus eszköz, mely képes bármilyen hangot felvenni, majd visszajátszani, illetve az adott hang magasságát is megváltoztatni. Többek között ez különbözteti meg a csupán adott hangkészlettel működő szintetizátortól. A felvett hangot mintának (sample) nevezik. Ugyanígy nevezik az eszközbe bejövő jel pillanatnyi értékét is. A samplerbe felvett minta lehet például egy hangszer (például gitár vagy trombita) egyetlen lejátszott hangja, bármely külvilági zaj vagy énekhang is. A sampler képes a minták folyamatos visszajátszására (loop) vagy kétirányú visszajátszására (bidirectional looping), ami a loop gördülékenyebb lejátszására ad lehetőséget. Ugyancsak lehetőség van egy-egy hang többféle hangmagasságú verziójának kiosztására a billentyűzeten (multisampling). Vannak kifejezetten mintagyártó cégek is, amelyektől meghatározott stílusú mintacsomagokat (sample pack) lehet vásárolni. Léteznek sampler szoftverek is, ilyenkor a minta rögzítése más hardverre (például számítógép merevlemezére) történik.

## Története
Az első kísérletek a sampler létrehozására az 1940-es években történtek, a kezdeti samplerek mágneses szalaggal működtek. Az 1970-es években már alkalmaztak digitális samplereket a stúdiókban. Az eszköz nagy hatást gyakorolt a hiphop fejlődésére az 1980-as években.